# زرين أباد
زرين أباد (بالفارسية: زرین‌آباد) هي منطقة سكنية تقع في إيران في قسم. يقدر عدد سكانها بـ 1,944 نسمة .